# Tetrametilammonio cloruro

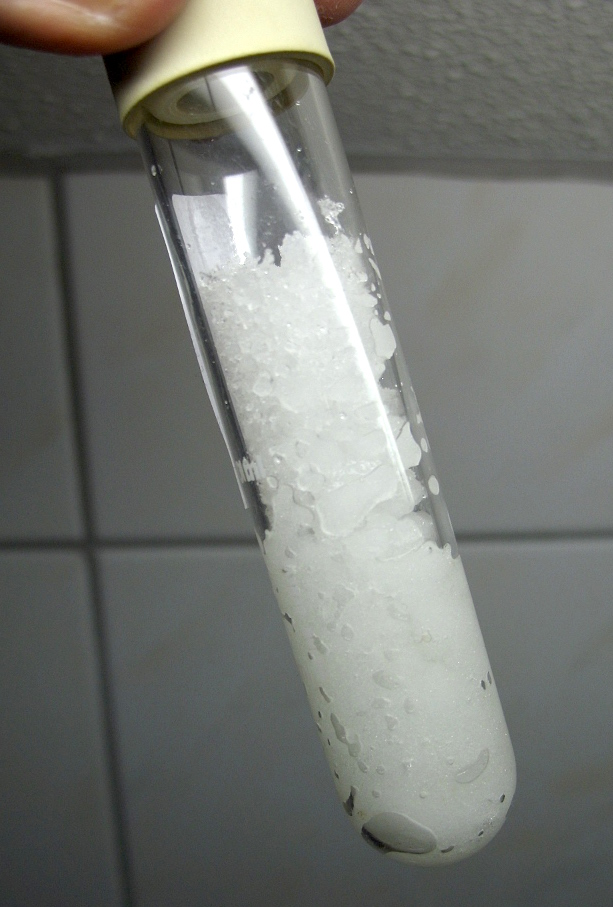
Provetta contenente tetraetilammonio cloruro

Il tetrametilammonio cloruro è un sale di ammonio quaternario con formula chimica [(CH3)4N]Cl.

## Preparazione e usi di laboratorio
Può essere sintetizzato tramite alchilazione del cloruro di ammonio con dimetilcarbonato:
{\displaystyle {\ce {[NH4^+]Cl- + 2 (CH3O)2CO -> [N(CH3)4^+]Cl- + 2 H2O + 2 CO2}}}
È utilizzato nella sintesi organica per metilazione e, talvolta, come agente precipitante.
A basse concentrazioni è utilizzato nella reazione a catena della polimerasi per aumentarne la resa e la specificità. Si è visto che, alla concentrazione di 60 mM, esso aumenta la resa di 5-10 volte, stabilizzando le coppie di basi formate da adenina e timina.